# Rue Chaudron
Ne doit pas être confondu avec Rue du Chaudron.
La rue Chaudron est une voie du 10e arrondissement de Paris, en France.

## Situation et accès
La rue Chaudron est une voie publique située dans le 10e arrondissement de Paris. Elle débute au 241, rue du Faubourg-Saint-Martin et se termine au 52, rue du Château-Landon.

## Origine du nom

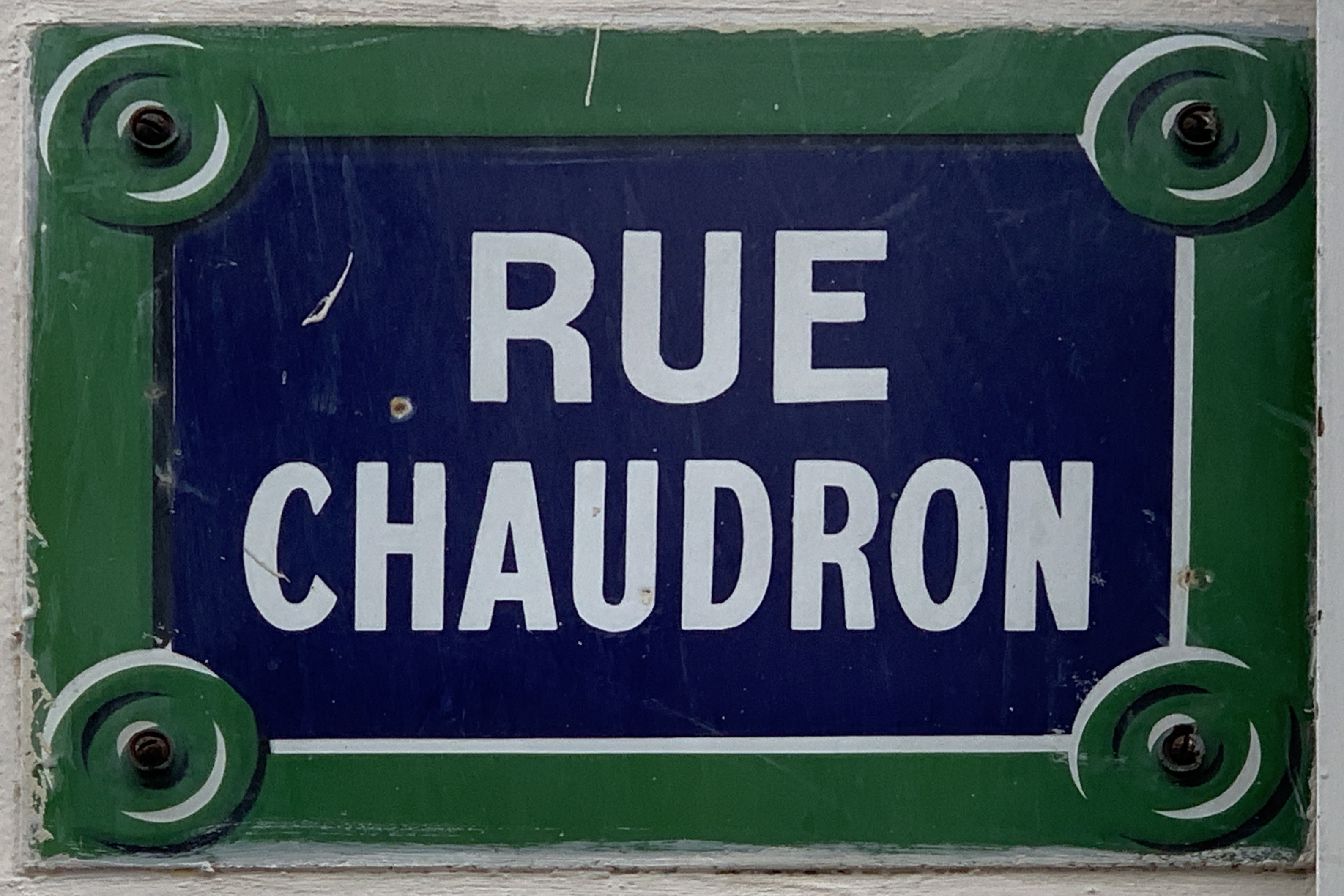
Plaque de la rue.

Cette voie porte le nom de Joseph Chaudron qui avait fait construire, en 1718, une fontaine, la « fontaine Chaudron », qui était située au coin des rues La Fayette et du Faubourg-Saint-Martin. Celle-ci a disparu en 1861.

## Historique
Cette rue est ouverte en 1718 en même temps que la fontaine Chaudron, située à l'angle du vieux chemin de Pantin et du faubourg Saint-Martin.
Au milieu du XIXe siècle, il n’y a que des masures occupées par des chiffonniers. La rue est surnommée « rue des Quatre-Sous » en raison d’un établissement qui propose, moyennant cette somme, de loger des personnes indigentes. Dans un hangar, une corde est tendue le long du mur. Les « clients » viennent s’asseoir devant et appuient les coudes et la tête sur elle afin de s’endormir.

## Bâtiments remarquables et lieux de mémoire
- No 6 bis : siège du parti Europe Écologie Les Verts[2].
- No 22 : ancien central téléphonique Chaudron dû à Jean Boussard (1896).